# Голобрадово
Голобрадово (болг. Голобрадово) — село в Болгарии. Находится в Хасковской области, входит в общину Стамболово. Население составляет 75 человек.

## Политическая ситуация
В местном кметстве Голобрадово, в состав которого входит Голобрадово, должность кмета (старосты) исполняет Мустафа Мустафа Юмер (Движение за права и свободы (ДПС)) по результатам выборов.
Кмет (мэр) общины Стамболово — Гюнер Фариз Сербест (Движение за права и свободы (ДПС)) по результатам выборов.